# 烈嶼鄉文化館
金門縣烈嶼鄉文化館是位於中華民國福建省金門縣烈嶼鄉的一座地方文物展示的博物館，由原烈嶼鄉公所改建而成，於2006年啟用。